# 서울특별시도 제30호선
서울특별시도 제30호선 (내곡 ~ 월곡선)은 서울특별시 서초구 내곡동에서 시작하여 왕십리를 지나 서울특별시 성북구 하월곡동에서 끝나는 도로 노선이다.

## 주요 경유지
서울특별시
- 서초구 (내곡동)
- 강남구 (개포동 - 도곡동 - 역삼동 - 논현동 - 신사동 - 압구정동)
- 성동구 (옥수동 - 성수동1가 - 응봉동 - 행당동 - 도선동 - 홍익동 - 마장동)
- 동대문구 (용두동 - 제기동)
- 성북구 (종암동 - 하월곡동)

## 노선
| 도로명            | 교차로 · 교량 · 터널 | 접속 노선         | 소재지             | 소재지                | 소재지            | 소재지            | 비고                          |
| 분당내곡로와 직결 | 분당내곡로와 직결    | 분당내곡로와 직결 | 분당내곡로와 직결  | 분당내곡로와 직결     | 분당내곡로와 직결 | 분당내곡로와 직결 | 분당내곡로와 직결             |
| ----------------- | -------------------- | ----------------- | ------------------ | --------------------- | ----------------- | ----------------- | ----------------------------- |
| 언 주 로          | 내곡터널 (인릉산)    |                   | 서초구             | 서초구                | 내곡동            | 내곡동            | 서울특별시와 경기도 간의 경계 |
| 언 주 로          | 내곡나들목           | 헌릉로            | 서초구             | 서초구                | 내곡동            | 내곡동            |                               |
| 언 주 로          | 구룡터널 (구룡산)    |                   | 서초구             | 서초구                | 내곡동            | 내곡동            |                               |
| 언 주 로          | 강남구               | 강남구            | 개포1동            | 개포1동               |                   |                   |                               |
| 언 주 로          | 강남구               | 강남구            | 구룡터널사거리     | 양재대로              | 개포1동           | 개포4동           | 개포지하차도 구간             |
| 언 주 로          | 강남구               | 강남구            | 구룡초교           | 개포로                | 개포1동           | 개포4동           |                               |
| 언 주 로          | 강남구               | 강남구            | 영동3교 (양재천)   |                       | 개포1동           | 개포4동           |                               |
| 언 주 로          | 강남구               | 강남구            | 도곡2동            |                       |                   |                   |                               |
| 언 주 로          | 강남구               | 강남구            | 매봉터널           | 남부순환로            | 도곡1동           | 도곡2동           |                               |
| 언 주 로          | 강남구               | 강남구            | 매봉터널 (매봉산)  |                       | 도곡1동           | 도곡2동           |                               |
| 언 주 로          | 강남구               | 강남구            | 강남세브란스사거리 | 도곡로                | 도곡1동           | 도곡2동           |                               |
| 언 주 로          | 강남구               | 강남구            | 강남세브란스사거리 | 도곡로                | 역삼2동           |                   |                               |
| 언 주 로          | 강남구               | 강남구            | 개나리아파트사거리 | 역삼로                |                   |                   |                               |
| 언 주 로          | 강남구               | 강남구            | 르네상스호텔       | 테헤란로              |                   |                   |                               |
| 언 주 로          | 강남구               | 강남구            | 르네상스호텔       | 테헤란로              | 역삼1동           |                   |                               |
| 언 주 로          | 강남구               | 강남구            | 경복아파트         | 봉은사로              |                   |                   |                               |
| 언 주 로          | 강남구               | 강남구            | 경복아파트         | 봉은사로              | 논현2동           |                   |                               |
| 언 주 로          | 강남구               | 강남구            | 서울세관           | 학동로                |                   |                   |                               |
| 언 주 로          | 강남구               | 강남구            |                    | 언주로140길           | 교차로 이름 없음  |                   |                               |
| 언 주 로          | 강남구               | 강남구            | 도산공원사거리     | 도산대로              |                   |                   |                               |
| 언 주 로          | 강남구               | 강남구            | 도산공원사거리     | 도산대로              | 압구정동          |                   |                               |
| 언 주 로          | 강남구               | 강남구            | 성수대교남단       | 압구정로              |                   |                   |                               |
| 언 주 로          | 강남구               | 강남구            | 성수대교 (한강)    |                       |                   |                   |                               |
| 고 산 자 로       | 성동구               | 성동구            | 옥수동             | 옥수동                |                   |                   |                               |
| 고 산 자 로       | 성동구               | 성동구            | 성수1가제1동       |                       |                   |                   |                               |
| 고 산 자 로       | 성동구               | 성동구            | 성수대교북단       | 뚝섬로                |                   |                   |                               |
| 고 산 자 로       | 성동구               | 성동구            | 응봉교             | 광나루로              | 성수1가제1동      | 성수1가제2동      |                               |
| 고 산 자 로       | 성동구               | 성동구            | 응봉교 (중랑천)    |                       | 성수1가제1동      | 성수1가제2동      |                               |
| 고 산 자 로       | 성동구               | 성동구            | 응봉동             |                       |                   |                   |                               |
| 고 산 자 로       | 성동구               | 성동구            | 응봉삼거리         | 독서당로              |                   |                   |                               |
| 고 산 자 로       | 성동구               | 성동구            | 응봉삼거리         | 고산자로4길           | 행당제1동         | 행당제2동         |                               |
| 고 산 자 로       | 성동구               | 성동구            | 무학여고앞         | 행당로                | 행당제1동         | 행당제2동         |                               |
| 고 산 자 로       | 성동구               | 성동구            | 무학여고앞         | 고산자로10길          | 행당제1동         | 행당제2동         |                               |
| 고 산 자 로       | 성동구               | 성동구            | 왕십리역           | 왕십리로 왕십리광장로 | 행당제1동         | 왕십리도선동      | 성동지하차도 구간             |
| 고 산 자 로       | 성동구               | 성동구            | 도선사거리         | 마장로                | 행당제1동         | 왕십리도선동      |                               |
| 고 산 자 로       | 성동구               | 성동구            | 도선사거리         | 마장로                | 마장동            |                   |                               |
| 고 산 자 로       | 성동구               | 성동구            | 시설관리공단       | 청계천로              |                   |                   |                               |
| 고 산 자 로       | 성동구               | 성동구            | 시설관리공단       | 살곶이길              |                   |                   |                               |
| 고 산 자 로       | 성동구               | 성동구            | 고산자교 (청계천)  |                       |                   |                   |                               |
| 고 산 자 로       | 동대문구             | 동대문구          | 용두동             | 용두동                |                   |                   |                               |
| 고 산 자 로       | 동대문구             | 동대문구          | 용두동             | 용두동                | 시설관리공단      | 청계천로          |                               |
| 고 산 자 로       | 동대문구             | 동대문구          | 용두동             | 용두동                | 동대문구청        | 천호대로          |                               |
| 고 산 자 로       | 동대문구             | 동대문구          | 용두동             | 용두동                | 경동시장          | 왕산로            |                               |
| 고 산 자 로       | 동대문구             | 동대문구          | 제기동             |                       | 경동시장          | 왕산로            |                               |
| 고 산 자 로       | 동대문구             | 동대문구          | 제기사거리         | 약령시로              |                   |                   |                               |
| 고 산 자 로       | 동대문구             | 동대문구          |                    | 고산자로50길          | 교차로 이름 없음  |                   |                               |
| 고 산 자 로       | 동대문구             | 동대문구          | 홍파초교사거리     | 제기로                |                   |                   |                               |
| 고 산 자 로       | 동대문구             | 동대문구          | 제2제기교 (정릉천) |                       |                   |                   |                               |
| 고 산 자 로       | 고려대역사거리       | 안암로            | 동대문구           | 제기동                | 성북구            | 안암동            |                               |
| 종 암 로          | 고려대역사거리       | 안암로            | 동대문구           | 제기동                | 성북구            | 안암동            |                               |
| 고려대역사거리    | 회기로               |                   | 동대문구           | 제기동                | 성북구            | 안암동            |                               |
| 고려대역사거리    | 회기로               | 성북구            | 성북구             | 종암동                |                   | 안암동            |                               |
| 사대부고앞        | 월곡로               | 성북구            | 성북구             | 종암동                | 종암동            |                   |                               |
| 종암사거리        | 정릉로               | 성북구            | 성북구             | 종암동                | 종암동            |                   |                               |
| 종암사거리        | 화랑로               | 성북구            | 성북구             | 길음제2동             | 월곡제1동         |                   |                               |
| 미아사거리        | 도봉로               | 성북구            | 성북구             | 길음제2동             | 월곡제1동         |                   |                               |
| 미아사거리        | 동소문로             | 성북구            | 성북구             | 길음제2동             | 월곡제1동         |                   |                               |
| 미아사거리        | 월계로               | 성북구            | 성북구             | 길음제2동             | 월곡제1동         |                   |                               |
| 도봉로와 직결     |                      |                   |                    |                       |                   |                   |                               |